# Brown Ridge
Il Brown Ridge (in lingua inglese: Dorsale di Brown) è una dorsale montuosa, lunga 6 km, che si sviluppa in direzione nord-nordovest a partire dal Nelson Peak, nel Neptune Range dei Monti Pensacola in Antartide. 
La dorsale è stata mappata dallo United States Geological Survey (USGS) sulla base di rilevazioni e foto aeree scattate dalla U.S. Navy nel periodo 1956-66.
La denominazione è stata assegnata dall'Advisory Committee on Antarctic Names (US-ACAN) in onore di Robert D. Brown, geologo del gruppo che conduceva ricerche sul Patuxent Range durante la stagione 1962-63.